# Hamme-Altarm
Koordinaten: 53° 12′ 25″ N, 8° 50′ 29″ O
Hamme-Altarm ist der Name eines ehemaligen Naturschutzgebietes in der niedersächsischen Gemeinde Worpswede im Landkreis Osterholz.
Das Naturschutzgebiet mit dem Kennzeichen NSG LU 181 war 4,1 Hektar groß. Es war größtenteils Bestandteil des FFH-Gebietes „Untere Wümmeniederung, untere Hammeniederung und Teufelsmoor“ und des EU-Vogelschutzgebietes „Hammeniederung“. Das Gebiet stand seit dem 15. Juni 1990 unter Naturschutz. Zum 20. April 2017 ist es im neu ausgewiesenen Naturschutzgebiet „Hammeniederung“ aufgegangen. Zuständige untere Naturschutzbehörde war der Landkreis Osterholz.
Das ehemalige Naturschutzgebiet liegt zwischen Osterholz-Scharmbeck und Waakhausen in der Gemeinde Worpswede südlich der Hamme. Es ist von dieser durch einen Deich abgetrennt. Durch die Unterschutzstellung sollte der verlandende Altarm der Hamme erhalten werden. Die Entwässerung des Waakhauser Polders, in dem das ehemalige Schutzgebiet liegt, und die Senkung des Grundwasserstandes, die die Nutzbarkeit des Grünlandes im Polder gewährleisten sollte, hat jedoch dazu geführt, dass die geringe Wasserfläche des Altarms verschwunden ist und der Altarmbereich nur noch durch von der Hamme eindringendes Qualmwasser feucht gehalten wird. Die Bedeutung für die Vogelwelt ist dadurch weitgehend verloren gegangen.